# Zdzisław Drozd

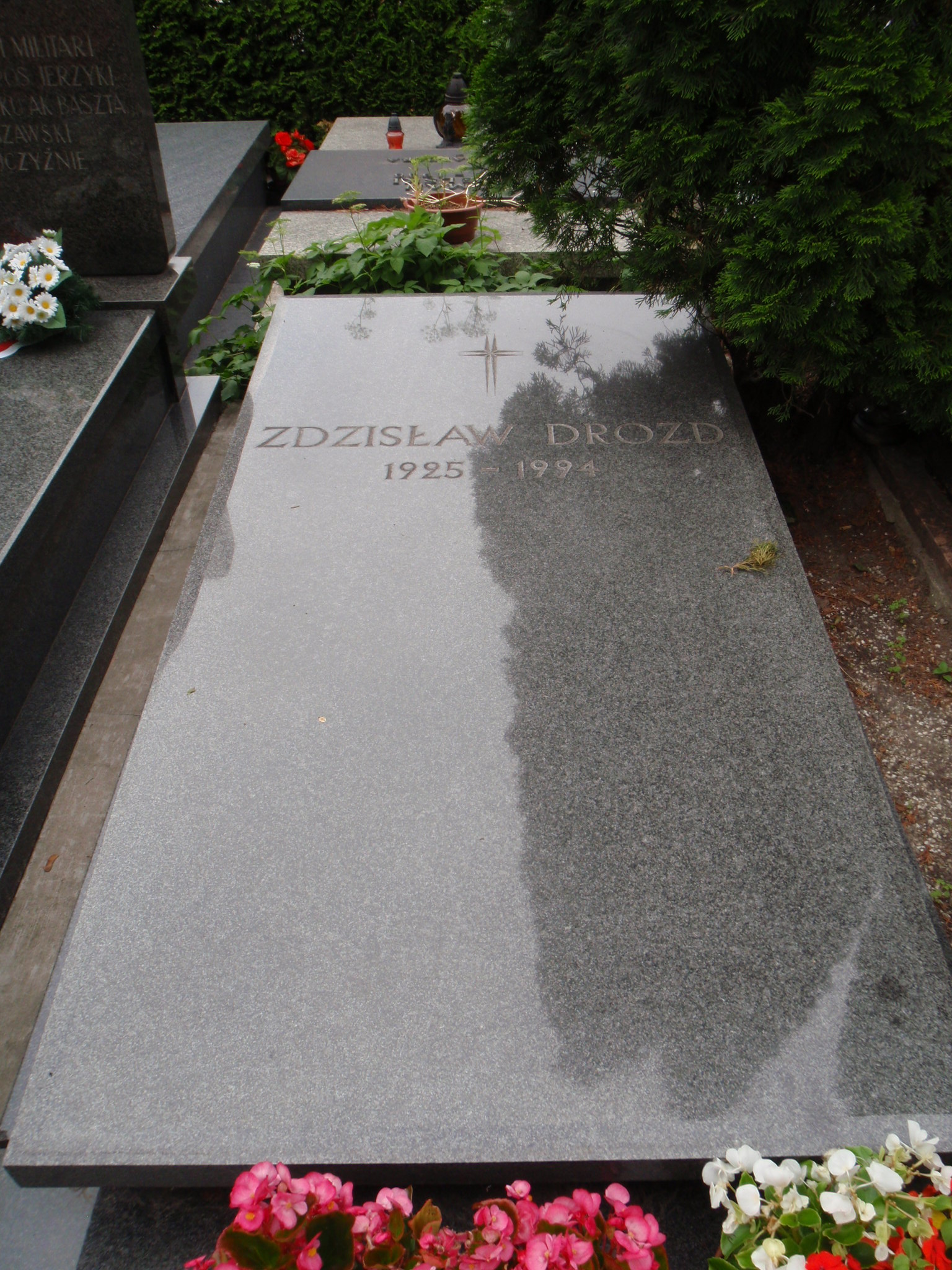
Grób Zdzisława Drozda na Cmentarzu Wojskowym na Powązkach w Warszawie

Zdzisław Wojciech Drozd (ur. 27 marca 1925 w Dąbrowie, zm. 11 kwietnia 1994) – polski ekonomista i polityk, minister gospodarki komunalnej (1970–1972) i wojewoda kaliski (1979–1982).

## Życiorys
Syn Jana i Katarzyny. W 1949 ukończył studia na Akademii Handlowej w Krakowie, w 1970 obronił doktorat z tego zakresu. Po studiach do 1951 pracował w Centralnym Zarządzie Przemysłu Mięsnego, następnie do 1959 w administracji budownictwa mieszkaniowego. Do 1964 wicedyrektor i dyrektor departamentu w Ministerstwie Gospodarki Komunalnej.
W 1960 wstąpił do Polskiej Zjednoczonej Partii Robotniczej. Od 1964 podsekretarz stanu a następnie kierownik Ministerstwa Gospodarki Komunalnej, w latach 1970–1972 minister tego resortu w rządzie Józefa Cyrankiewicza i Piotra Jaroszewicza. Następnie do 1975 podsekretarz stanu i I zastępca ministra w Ministerstwie Gospodarki Terenowej i Ochrony Środowiska, a do 1979 pełnił tę samą funkcję w Ministerstwie Administracji, Gospodarki Terenowej i Ochrony Środowiska. Od kwietnia 1979 do stycznia 1982 roku pełnił funkcję wojewody kaliskiego, od grudnia 1979 należał także do egzekutywy Komitetu Wojewódzkiego PZPR w Kaliszu. Od 1982 do 1989 pełnił funkcję podsekretarza stanu w Urzędzie Rady Ministrów. W latach 1986–1988 członek Społecznego Komitetu Odnowy Starego Miasta Zamościa. 
Żonaty z Bogusławą Drozd (1933-2021). Został pochowany na Cmentarzu Wojskowym na Powązkach w Warszawie (kwatera A 3 Tuje rz. 2 m. 46).

## Odznaczenia
- Złoty Medal „Za zasługi dla obronności kraju” (1976)[5]
- Odznaka "Budowniczego Wrocławia" (1966)[6]
- Złota odznaka Związku Zawodowego Pracowników Gospodarki Komunalnej i Przemysłu Terenowego (1966)[7]